# Subdivisões de Pau dos Ferros

Localização de Pau dos Ferros no Rio Grande do Norte

De acordo com a lei complementar municipal n° 16, de 30 de dezembro de 2021, que instituiu o Plano Diretor Participativo do Município de Pau dos Ferros, a zona urbana é constituída por 29 bairros. A zona rural se divide em várias comunidades e sítios.

## Bairros da zona urbana
- Aeroporto
- Alto do Açude
- Aluízio Diógenes
- Arizona
- Bela Vista
- Carvão
- Centro
- Chico Cajá
- Domingos Gameleira
- Francisco Diógenes Pessoa
- Frei Damião
- João Catingueira
- João XXIII
- Manoel Deodato
- Manoel Domingos
- Matias Severiano do Rêgo
- Nações Unidas
- Nova Pau dos Ferros
- Paraíso
- Perímetro Irrigado
- Princesinha do Oeste
- Riacho do Meio
- São Benedito
- São Geraldo
- São Judas Tadeu
- São Vicente de Paulo
- Saturnino Almeida
- Zé Leonel
- Zeca Pedro

## Comunidades rurais e sítios
- Alencar
- Areias
- Brabo
- Cachoeira
- Cachoeirinha
- Cacimbas de Cancãos
- Capa
- Carvão
- Central
- Conceição
- Diamantina
- Extrema
- Grossos
- Iracema
- Lagoa de Pedras
- Lagoa Redonda
- Lagoinha
- Lagoinha dos Estêvãos
- Maniçoba
- Morada Nova
- Poço Comprido
- Raiz
- Recanto
- Recreio
- Retiro
- Riacho da Capa
- Santa Helena
- Santo Pastoro
- São João
- Tapuio
- Torrões
- Várzea Nova